# Al di qua del paradiso
Al di qua del paradiso (Mit Leib und Seele) è una serie televisiva tedesca in 51 episodi trasmessi per la prima volta nel corso di 4 stagioni dal 1989 al 1993.

## Trama
Il reverendo Adam Kempfert è da poco arrivato nella cittadina di Ebersfeld am Main. Qui deve affrontare una certa ostilità da parte della popolazione locale.

## Personaggi e interpreti
- Adam Kempfert (stagioni 1-4), interpretato da Günter Strack.
- Annemarie Bieler (stagione 1), interpretata da Barbara Auer.
- Leo Busche (stagione 1), interpretato da Siemen Rühaak.
- Agnes Bebel (stagione 1), interpretata da Liesel Christ.
- Theo Stutz (stagione 1), interpretato da Buddy Elias.
- Wilhelm Dannecker (stagione 1), interpretato da Ulrich Matschoss.
- Jutta Dannecker (stagione 1), interpretata da Despina Pajanou.
- Trude Maiwald (stagione 1), interpretata da Karin Heym.
- Else Kempfert (stagione 1), interpretata da Liselotte Pulver.
È la sorella di Adam Kempfert.
- Kurt Maiwald (stagione 1), interpretato da Gerhard Olschewski.
- August Hähnlein (stagione 1), interpretato da Nikolaus Paryla.
- Klaus Bardusch (stagione 1), interpretato da Gerd Baltus.
- Hans-Peter Maiwald (stagione 1), interpretato da Peer-Levin Kröger.
- Friedhelm Haug (stagione 1), interpretato da Helmut Zierl.
- Vescovo Johannes Neubauer (stagione 1), interpretato da Hans Korte.
- Dottor Margarete Wolf (stagione 1), interpretato da Louise Martini.
- Bürgermeister Rösner (stagione 1), interpretato da Dieter Eppler.
- Charly Strecker (stagione 1), interpretato da Martin May.
- Marion Maiwald (stagione 1), interpretata da Claudia Knichel.
- Herr Deutz (stagione 1), interpretato da Hannes Kaetner.
- Silenius (stagione 1), interpretato da Wolfgang Kaven.

## Produzione
La serie fu prodotta da Objectiv Film e Zweites Deutsches Fernsehen. Le musiche furono composte da Roland Baumgartner.

### Registi
Tra i registi sono accreditati:
- Peter Deutsch in 25 episodi (1992-1993)
- Hartmut Griesmayr in 13 episodi (1989)

### Sceneggiatori
Tra gli sceneggiatori sono accreditati:
- Michael Baier in 13 episodi (1989)

## Distribuzione
La serie fu trasmessa in Germania dal 5 settembre 1989 al 29 luglio 1993 sulla rete televisiva ZDF. In Italia è stata trasmessa dal 1991 su RaiDue con il titolo Al di qua del paradiso.

## Episodi
| Stagione         | Episodi | Prima TV Germania | Prima TV Italia |
| ---------------- | ------- | ----------------- | --------------- |
| Prima stagione   | 13      | 1989              |                 |
| Seconda stagione | 13      | 1990-1991         |                 |
| Terza stagione   | 13      | 1992              |                 |
| Quarta stagione  | 12      | 1993              |                 |